# ألتان أكسوي
ألتان اكسوي (بالتركية: Altan Aksoy)‏ (5 فبراير 1976 بريزا في تركيا - ) هو لاعب كرة قدم تركي في مركز الوسط. شارك مع منتخب تركيا لكرة القدم. أما مع النوادي، فقد لعب مع أضنة سبور وإسطنبول سبور وتشايكور ريزه سبور وغلطة سراي وغيرسون سبور وقونيا سبور ومرسين إيدمانيوردو وأيوب سبور ونادي جوزتيبي وكوجالي سبور.

## وصلات خارجية
- ألتان أكسوي على موقع الاتحاد الأوربي (الإنجليزية)
- ألتان أكسوي على موقع اتحاد تركيا (لاعب) (الإنجليزية)
- ألتان أكسوي على موقع قاعدة بيانات كرة القدم.إي يو (الإنجليزية)
- ألتان أكسوي على موقع ناشيونال فوتبول تيمز (الإنجليزية)